# Pittsford (New York)
Pittsford er en by i USA i Monroe County, delstaten New York. Den er beliggende i den østlige del af landet, og har 30.617(2020) indbyggere.